# Nälsta
Nälsta est un quartier du district d'Hässelby-Vällingby à Stockholm en Suède.

## Description
Nälsta est un quartier Västerort. 
Le quartier est principalement bâti de zones de maisons unifamiliales, et de quelques immeubles résidentiels. Nälsta a une superficie de 1,38 kilomètres carrés.
L'école primaire du quartier s'appelle Nälstaskolan compte environ 700 élèves. Nälstabadet est une grande piscine extérieure gérée par la ville de Stockholm.

## Transports
Communications
Ĺa partie sud de Nälsta est relativement proche de Vällingby, où se trouve une station de métro. 
Dans la partie nord de Nälsta, Vällingby se trouve à peu près à la même distance que la gare de Spånga. 
La ligne de bus 118 de Storstockholms Lokaltrafik traverse Nälsta dans le sens nord-sud entre Vällingby et Hallonbergen, via la gare de Spånga. 
La ligne de bus 179 dessert une très petite partie de Nälsta entre Vällingby et la gare de Sollentuna.

## Galerie

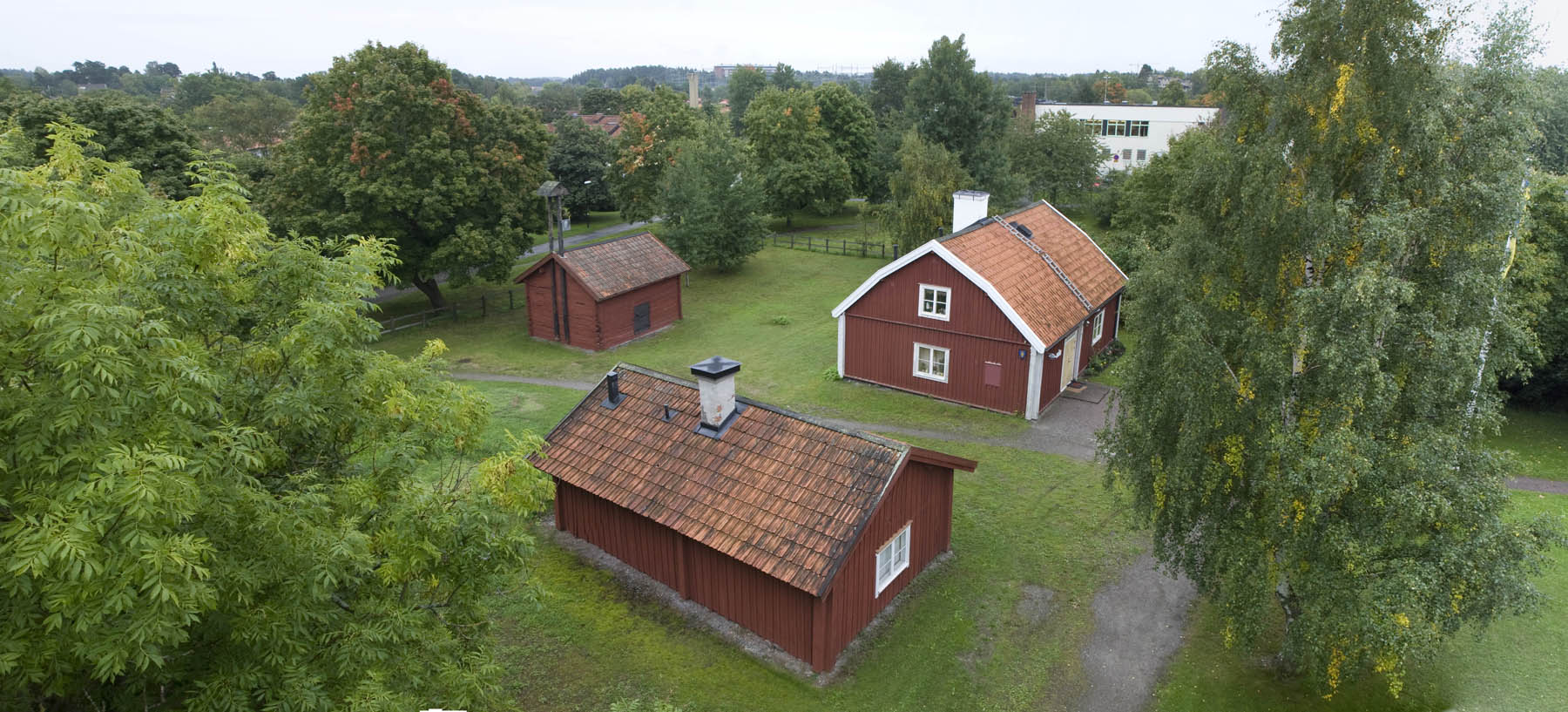
Manoir de Nälsta.
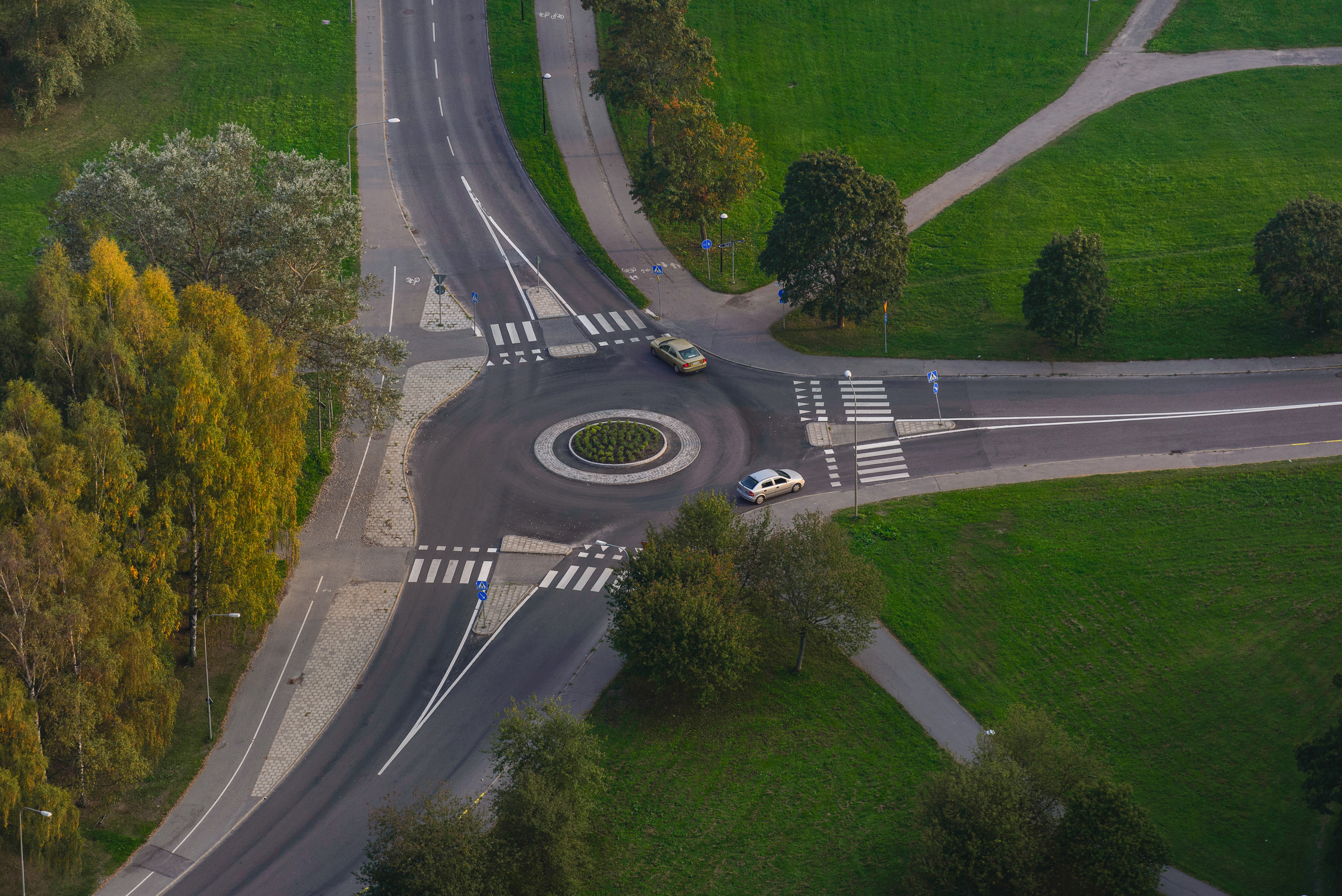
Rond-point Vällingbyvägen/Råckstavägen.
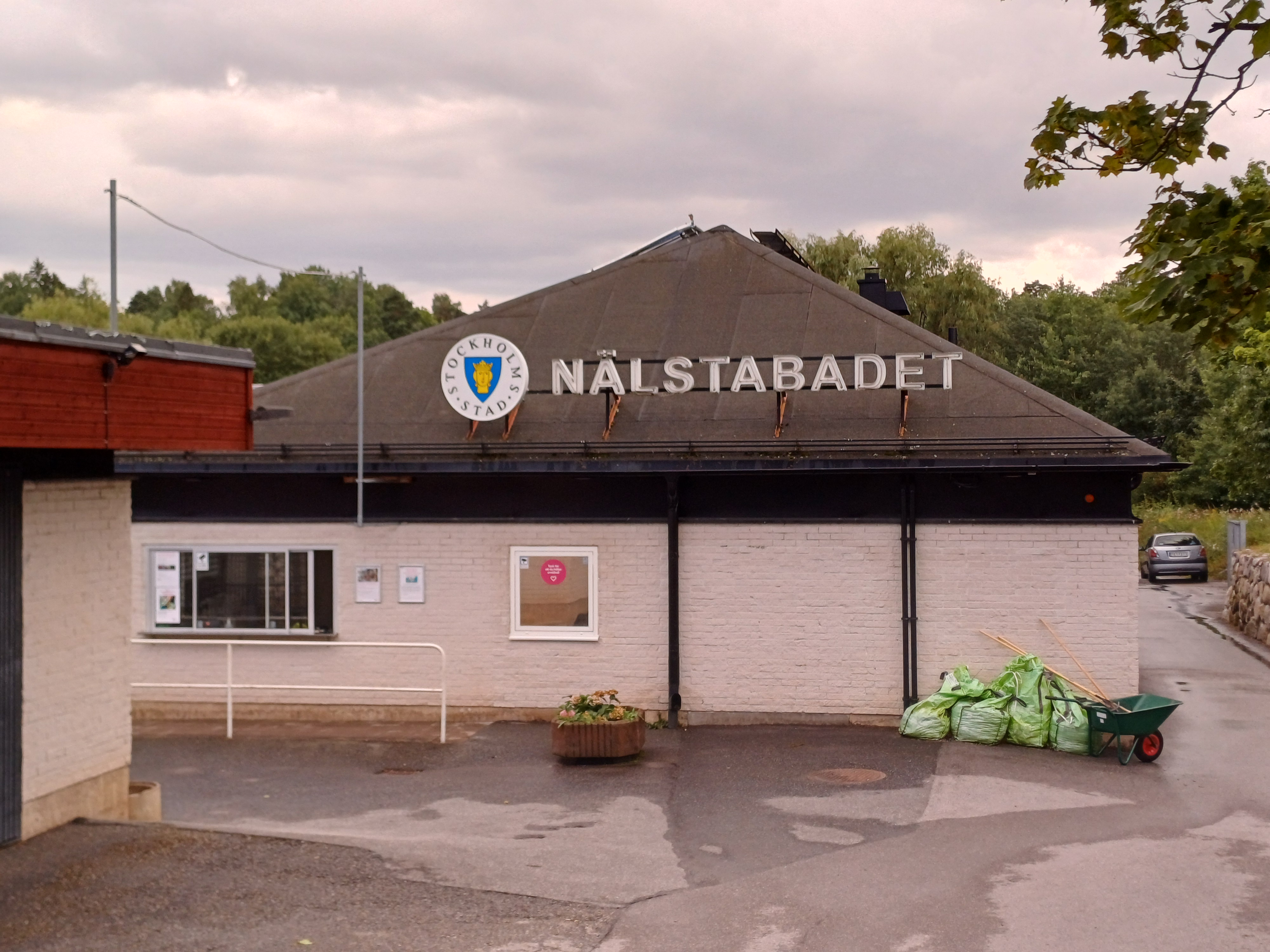
Nälstabadet.